# Льюис, Брэндон
Брэ́ндон Ке́ннет Лью́ис (англ. Brandon Kenneth Lewis; род. 20 июня 1971) — британский политик, министр юстиции и лорд-канцлер (2022).
Председатель Консервативной партии и министр без портфеля (2018—2019), младший министр безопасности (2019—2020), министр по делам Северной Ирландии (2020—2022).

## Биография
Окончил Букингемский университет с дипломами по экономике и праву, получил степень магистра права в Королевском колледже Лондона. До 2012 года возглавлял в Эссексе кампанию в поддержку развития сети частных школ.

### Политическая карьера
На парламентских выборах 2010 года одержал победу в избирательном округе Грейт-Ярмут в графстве Норфолк с результатом 43,1 % против 33,2 % у сильнейшего из нескольких соперников — стремившегося к переизбранию обладателя должности, лейбориста Тони Райта.
В 2012 году вступил в должность парламентского помощника министра общин и местного самоуправления, получив в своё ведение широкий спектр вопросов: местное самоуправление, противопожарные службы, деловые улицы (high streets), городские центры, рынки, путешественники и пабы.
15 июля 2014 года назначен младшим министром жилищного хозяйства и планирования, впервые за время существования коалиционного правительства Дэвида Кэмерона объединив два этих портфеля в одних руках.
29 сентября 2016 года королева Елизавета II утвердила включение Брэндона Льюиса в состав Тайного совета Великобритании.
16 июля 2016 года Льюис назначен младшим министром полицейских и противопожарных служб в Хоум-офисе (при подготовке к референдуму о членстве Великобритании в Евросоюзе, исход которого привёл к отставке Дэвида Кэмерона, агитировал за выход).
8 июня 2017 года на досрочных парламентских выборах вновь одержал победу в своём прежнем округе, на сей раз с результатом 54,1 % (на 11,2 % больше, чем на выборах 2015 года) против 36,1 % у сильнейшего из соперников — лейбориста Майка Смита-Клэра (Mike Smith-Clare).
11 июня 2017 года при формировании второго правительства Терезы Мэй статус Льюиса Брэндона был повышен — он получил должность младшего министра иммиграции с правом посещения заседаний кабинета.
8 января 2018 года в ходе массовых перестановок в правительстве освобождён от прежней должности и получил два новых назначения: председатель Консервативной партии и министр без портфеля.

### В правительствах Джонсона
24 июля 2019 года при формировании правительства Бориса Джонсона назначен младшим министром по вопросам безопасности в Министерстве внутренних дел с правом посещения заседаний кабинета в случае необходимости.
13 февраля 2020 года перемещён во втором кабинете Джонсона на должность министра по делам Северной Ирландии.
7 июля 2022 года вышел из правительства после отказа премьер-министра уйти в отставку даже под давлением собственных министров и множества других отставок.

### В правительстве Трасс
6 сентября 2022 года при формировании кабинета Лиз Трасс получил портфель министра юстиции и лорда-канцлера.
25 октября 2022 года по завершении нового политического кризиса был сформирован кабинет Риши Сунака, в котором Льюис не получил никакого назначения.